# Burgas (provins)
Burgas er en af de 28 provinser i Bulgarien, beliggende i landets sydøstligste hjørne, på grænsen til Bulgariens naboland Tyrkiet og ved kysten til Sortehavet. Provinsen har et areal på 7.748 kvadratkilometer, hvilket gør den til den arealmæssigt største i landet, og et indbyggertal (pr. 2009) på 457.750.Folketællingen 7. september 2021 viste et indbyggertal på 380.286 i provinsen. Klik på referencen under indledningen i artiklen om Bulgarien for resultet af folketællingen.
Burgas' hovedstad er byen Burgas, der med sine ca. 215.000 indbyggere også er provinsens største by. Af andre store byer kan nævnes Ajtos (ca. 25.000 indbyggere), Karnobat (ca. 22.000 indbyggere) og Pomorje (ca. 15.000 indbyggere). I provinsen findes desuden de antikke thrakiske byer Nessebar og Sozopol, samt det kendte turist-resort Sunny Beach.